# Johan Kolstrup
Johan Kolstrup er en dansk sangskriver og musiker fra Skive. Han er den mellemste af tre brødre. De to andre er Mattias Kolstrup, sanger og tidligere frontmand i bandet Dúné, og filminstruktøren Jeppe Kolstrup.

## Historie
Johans musikdebut var med duoen Cat Caught Lark og albummet Prey vs. Predator, som han skrev og indspillede i New York City sammen med Camilla Bang og producer Serge Espitia. De følgende år turnerede duoen både Danmark, USA og i Tyskland. Cat Caught Lark optrådte derudover også på den amerikanske festival SXSW.
I løbet af de tidlige 2010'ere gik Johan solo under navnet Johann. Han udkom derefter med albummet Ruffled Feathers i 2014.
I 2015 blev han udvalgt til at spille til NyeToner#10 på Bremen Teater i København.
I 2019 skiftede Johan sit kunstnernavn, 'Johann', ud med sit dåbsnavn. I januar 2020 udkom han med singlen Kærlighed!, som fik premiere på P6 Beat og senere blev Ugens Hit Tip hos Andrew Jensen på P4 og blev spillet af Alex Nyborg Madsen på P5. I april 2020 udgav han dobbeltsinglen Motorcykelkapløb med b-siden Stepping Stone. Kærlighed! og Stepping Stone er produceret af Noah Rosanes, søn af Tamra Rosanes, som er kendt især fra sit arbejde med Nelson Can.
Motorcykelkapløb lagde i foråret billeder og soundtrack til coronakrisen, da Johan gæstede Go' Aften Danmark på TV2 til en snak om musikvideoen, som på i alt er set over 100.000 gange.
Senere i 2020 udkom han med singlen "Anna", som blev udvalgt til New Music Friday (Spotify).
Den næste single, "Til en Veninde", blev udvalgt til New Music Daily (Apple Music) og blev spillet på DR P4. Musikvideoen til "Til En Veninde" fik forsidepremiere på gaffa.dk og er set mere end 40.000 gange på YouTube. I efteråret skrev Nordjyske Medier en forsidehistorie om Johan, og TV Midtvest lavede et indslag i forbindelse med efterårsturneen som support for Liberty/Mattias Kolstrup.
I februar 2021 blev singlen "Hvad sku' jeg ellers?" udtaget som Ugens Hit Tip på DR P4 Play til New Music Friday & New Music Daily. Johan Kolstrups dansksprogede album Frk. Andersen & motorcykelracet udkom i marts 2021.
Johan Kolstrup spillede på Uhørt Festival 20. august 2021 og spillede, udover en koncertrække i efteråret, også en headliner koncert på Hotel Cecil i København.
Singlen "Hjertet slår dig ihjel" blev Ugens Hit Tip på DR P4 Play og tilføjet til New Music Friday & New Music Daily

I januar 2022 pågik optagelser af podcasten ‘Sangskriver i Residens’, skabt af Johan Kolstrup. Podcasten blev gæstet af bl.a. Emma Nicoline, Tim Schou, Christian Juncker, Tamra Rosanes, Ida Gard, Astrid Cordes og Geir Zahl (fra Kaizers Orchestra) til sangskrivning og samtaler om ensomhed på hotel Zoku Copenhagen, hvor han var isoleret i to uger. Projektet kulminerede med en velgørenhedskoncert, hvor overskuddet går til Livslinien. Johan Kolstrup var en del af musik kunstinstallationen Unify på Roskilde Festival 2022  i samarbejde med Noah Rosanes. Installationen står udstillet på museet Ragnarock i Roskilde. Johan indleder samarbejde med producer Mike Wind om nye udgivelser. "Hjertet slårdig ihjel" udkom 2. december 2022, en sang skrevet sammen med Nicklas Sahl. Sangen blev Ugens Hit Tip på DRP4 og går ind på Tidal (PULS) #1, Telmore (Nye Danske Tracks) #2, Apple Music (NMD) #15, Telmore (New Releases) #22, Deezer (Helt Nyt) #24, Spotify (NMF) #52 og mange flere.
På livefronten indledte Johan Kolstrup året med solo forårsturne og i vinteren den første tour med sit nye band The Vibes. Bandet gæstede bl.a. Vershuset, Musikhuzet Rønne, Posten Odense  og sidste koncert på touren blev spillet på Ideal Bar (Vega) i København.

## Diskografi
- Prey vs. Predator (2011) - Album med duo Cat Caught Lark
- Ruffled Feathers (2014) - Album
- Frk. Andersen & motorcykelracet (2021) - Album
- Lige om lidt (2022) - EP (akustisk)
- Hjertet slår dig ihjel (2022) - Single
- Lige nu (2023) - Single